# Indicator pumilio
Indicator pumilio là một loài chim trong họ Indicatoridae.